# Mesa de dibujo

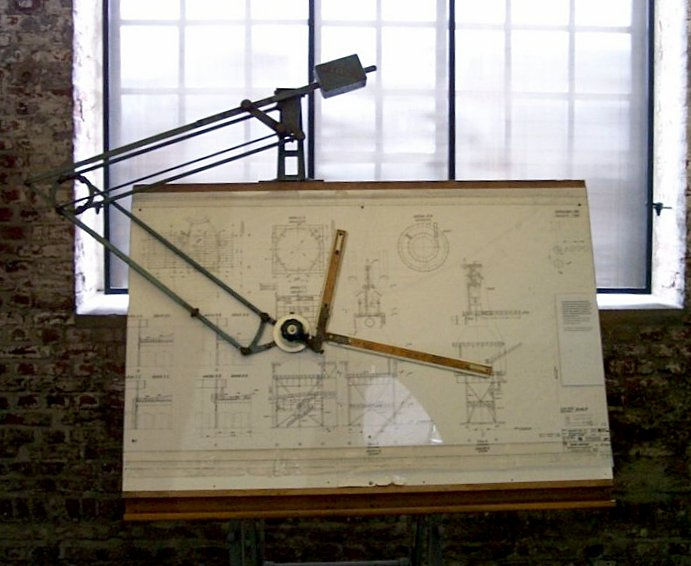
Tabla de dibujo equipado con tecnígrafo.

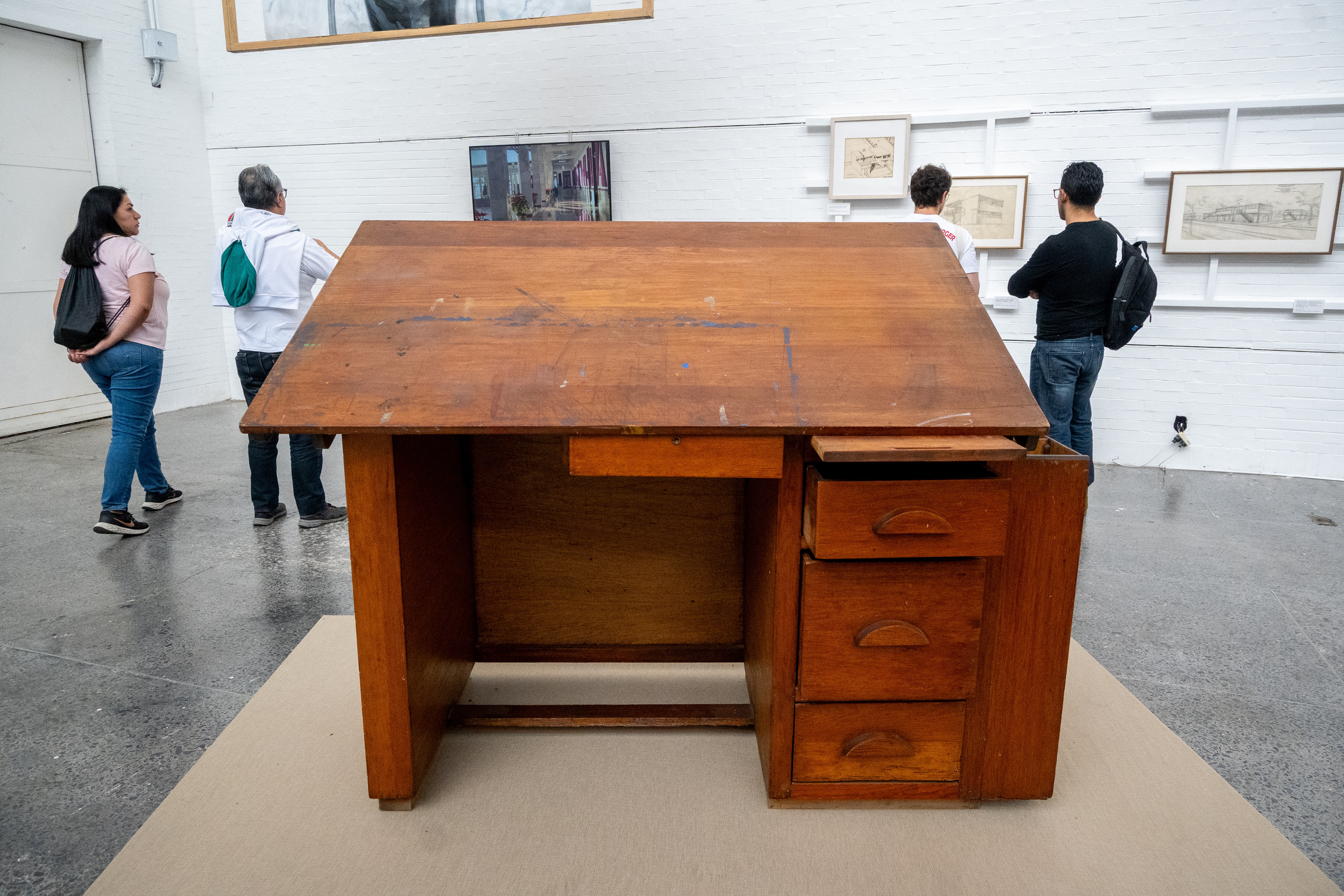
Mesa de dibujo propiedad del artista mexicano Juan O'Gorman.

Una mesa de dibujo, tablero de dibujo o restirador es una plancha de madera o contrachapado (también metálica o de plástico) de diferentes dimensiones, estrictamente rectangular, donde se puede fijar una hoja de papel para hacer un dibujo técnico o artístico.

## Dibujo técnico
En el dibujo técnico o arquitectura, sustituido ahora por el CAD o DAO y las diferentes aplicaciones informáticas, al tablero de dibujo se le podía aplicar a los bordes una T, mediante la cual se podían trazar líneas rectas paralelas o perpendiculares.
Se han comercializado tableros de dibujo de plástico, que incorporan un sistema para la fijación del papel y unas reglas para trazar líneas rectas paralelas o perpendiculares, dedicadas al gran público de la escuela técnica o de aficionados.
El nivel más alto de la tabla de dibujo es la "mesa profesional" con la altura y la inclinación fácilmente ajustables con un contrapeso y un pedal que puede ser equipada con un  parallex  como herramienta para dibujar, utilizado entre los diseñadores y arquitectos antes de la llegada de los ordenadores. El  parallex  es una regla de la anchura de la mesa sostenida en cada lado por unos cables de metal, que puede deslizarse a voluntad haciendo líneas estrictamente paralelas a los bordes superior e inferior de la mesa. Podemos adaptar un dispositivo que consiste en un apoyo adicional de ángulo recto, que se puede girar a voluntad según el ángulo deseado, lo que permite trazar líneas paralelas en todas direcciones. En otros dispositivos sin regla paralela, el apoyo va montado sobre un tipo de aparato articulado llamado  tecnígrafo  que se puede mover por toda la tabla manteniendo siempre la misma inclinación.

## Dibujo artístico
En el dibujo artístico, el tablero de dibujo se usa como soporte para el papel en distintas técnicas:
- Técnicas secas simples (dispositivo carbón pastel, etc.), En este caso el papel puede ser retenidos por tornillos o clips de dibujo, la placa se coloca sobre una mesa, sobre las rodillas del artista, o caballete

- Técnicas húmedas (acuarela, Guache, etc.), En este caso el papel debe estar tenso, completamente fijado en su periferia, con cinta de papel o grapas, para que al secarse, tienda a quedar perfectamente plano aunque la acción de la acuarela o tintas que la han mojado.